# Будённовская лошадь
Будённовская порода — верховая порода лошадей. Выведена в 1948 году под руководством Михаила Ивановича Чумакова в конных заводах имени С. М. Будённого
и имени Первой Конной Армии, Ростовской области. Первоначально выводилась как верхово-упряжная, для использования в армии, но в связи с упразднением кавалерии как рода войск в вооружённых силах, теперь больше известна как верховая, спортивная.

## Общая характеристика
Лошади Будённовской породы имеют ярко выраженные верховые формы: хорошо развитая холка, длинная, косая, хорошо обмускуленная лопатка, широкая, глубокая и длинная грудная клетка, правильная постановка передних и задних конечностей. Голова сухая, пропорциональная, с прямым профилем, широким лбом и выразительными глазами. Затылок длинный, изогнутый, шея также длинная с высоким выходом. Грудь широкая и глубокая. Круп длинный, мощный. Спина прямая. Конечности с хорошо развитыми запястным и скакательным суставами, подплечье и голень мускулистые; пясть широкая с хорошо развитыми сухожилиями, бабки имеют правильный наклон.
| Параметр       | Жеребцы  | Кобылы  |
| -------------- | -------- | ------- |
| Высота в холке | 165 см.  | 165 см. |
| Длина туловища | 165 см.  | 163 см. |
| Обхват груди   | 189 см.  | 189 см. |
| Пясти          | 20,8 см. | 20 см   |

Большое внимание в селекции уделяется крупности, широкотелости, костистости. Сегодня самые крупные лошади находятся на конном заводе им. Первой Конной армии: многие из его будённовских жеребцов имеют рост выше 170 см. У маток высота в холке колеблется от 160 до 178 см.
Наиболее характерная масть для будённовских лошадей — рыжая разных оттенков, от тёмной терракоты до цвета речного песка. Особую красоту и эффектность рыжей масти придает золотистый оттенок, который будённовские лошади унаследовали от донских.
В будённовской породе существует три внутрипородных типа:
Характерный тип сочетает в себе признаки, унаследованные от чистокровной верховой и донской пород: это крупные, массивные лошади с хорошими рычагами и развитой мускулатурой, отличающиеся высокой работоспособностью.
Восточный тип — это лошади, испытавшие преимущественное влияние донской породы; для них характерны плавность линий и округлость форм, придающие им своеобразную красоту и нарядность, особенно в сочетании с золотистым оттенком масти.
Массивный тип представлен очень крупными лошадьми, с глубоким круторебрым туловищем удлиненного формата. Лошади этого типа порой простоватые или грубоватые; по резвости они обычно уступают лошадям характерного и восточного типов.
Нередко можно встретить и смешанные типы, например, восточно-массивный или характерно-восточный. Помимо типов, общих для всей породы, каждый из трёх заводов имеет свой заводской тип. На конном заводе им. Первой Конной армии чаще встречаются будённовцы с крупной головой, некоторой угловатостью линий, гнедой мастью. Тип широкотелой, мускулистой и нарядной лошади, обычно золотисто-рыжей масти, сложился в конном заводе им. Будённого. Лошади Юловского завода элегантны, очень породны, часто имеют масть с золотистым отливом.

## История породы

### Возникновение
После гражданской войны на территории Кубани большинство заводов было разорено, и многолетние наработки потеряны. Однако армия сильно нуждалась в породе лошади, которая могла бы стать надежной опорой кавалерии на всей территории страны, а также могла бы стать улучшателем для верхового коневодства.
Первые опыты по скрещиванию кобыл Донской породы и чистокровных английских жеребцов проводились ещё с конца XIX века донскими заводчиками, но не носили систематического характера.
Работа над выведением новой породы началась в 1920-х годах на заводах С. М. Будённого, который создал благоприятные условия для труда, и назначил руководителями бывших командиров Первой конной армии, генералов. Для скрещивания использовались лучшие донские кобылы и чистокровные жеребцы английской породы с отличными скаковыми качествами и правильным экстерьером (телосложением). Всего за всё время было задействовано до 70 чистокровных жеребцов, но родоначальниками Будённовской породы стали только три: Симпатяга, Кокас и Инферно.

### 1940-е — 1970-е годы

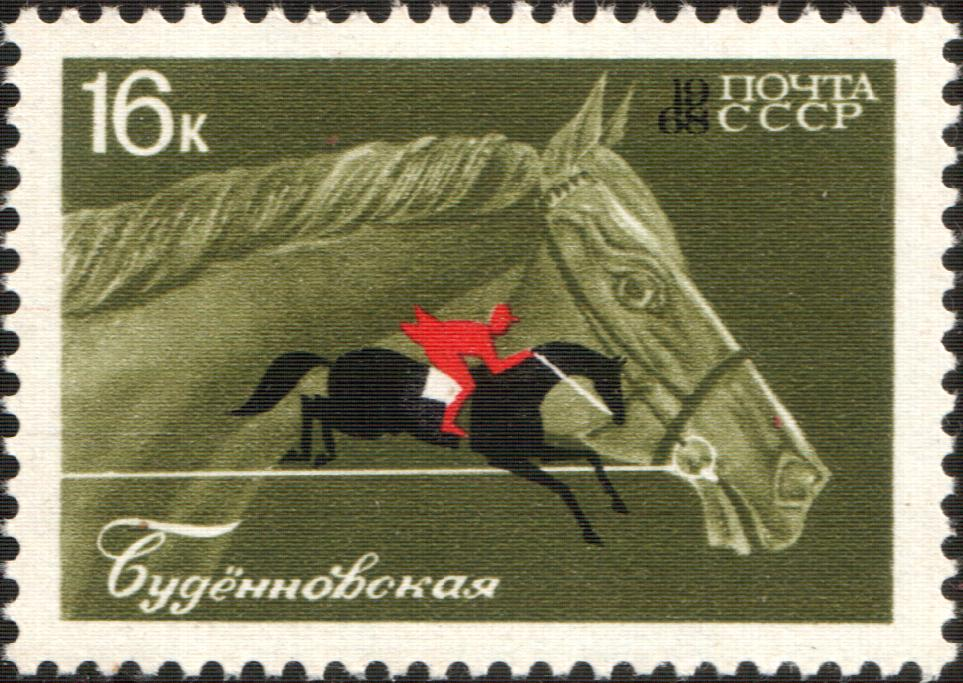
Марка с изображением Будённовской лошади. СССР, 1968 год

Официально новая порода была признана 15 ноября 1948 года постановлением Совета министров СССР за № 4210.
В 1950-е годы произошло значительное событие в формировании современного экстерьера Будённовской лошади. В это время на заводе им. Будённого удалось значительно улучшить породу с помощью жеребца по имени Рубильник. Этот жеребец при своём своенравии и множестве изъянов благодаря упорному труду дал потомство, которое во многом определяет современные характеристики породы.
В 1960-е годы с началом повсеместной автоматизации, развития техники, роль лошадей в хозяйстве и армии резко упала, и здесь открылись новые возможности для будённовских лошадей. Многие качества, которые развивались для кавалерии, оказались идеальными для спорта. Помимо этого, неприхотливость и дешевизна содержания будённовцев привлекала заводчиков. Так постепенно армейская лошадь стала спортивной.

### Сегодня
В настоящее время[когда?] будённовская лошадь — спортивная порода, использующаяся благодаря своей универсальности во многих дисциплинах: конкуре, троеборье, скачках, выездке. Экстерьер лошади остался прежним с момента выведения: крупный рост, мощность, крепость конституции, выносливость. Вместе с тем грациозность и эластичность движений.
Сегодня[когда?]  разведением породы занимаются преимущественно три завода в Ростовской области: им. Будённого, им. Первой Конной армии и Юловский. Популярность среди российских заводчиков постепенно перенеслась и за рубеж[где?] , где оценили положительные качества породы: высокий потенциал в спорте, неприхотливость, способность улучшать другие породы благодаря своим показателям в мощности, выносливости, резвости.

## Разведение

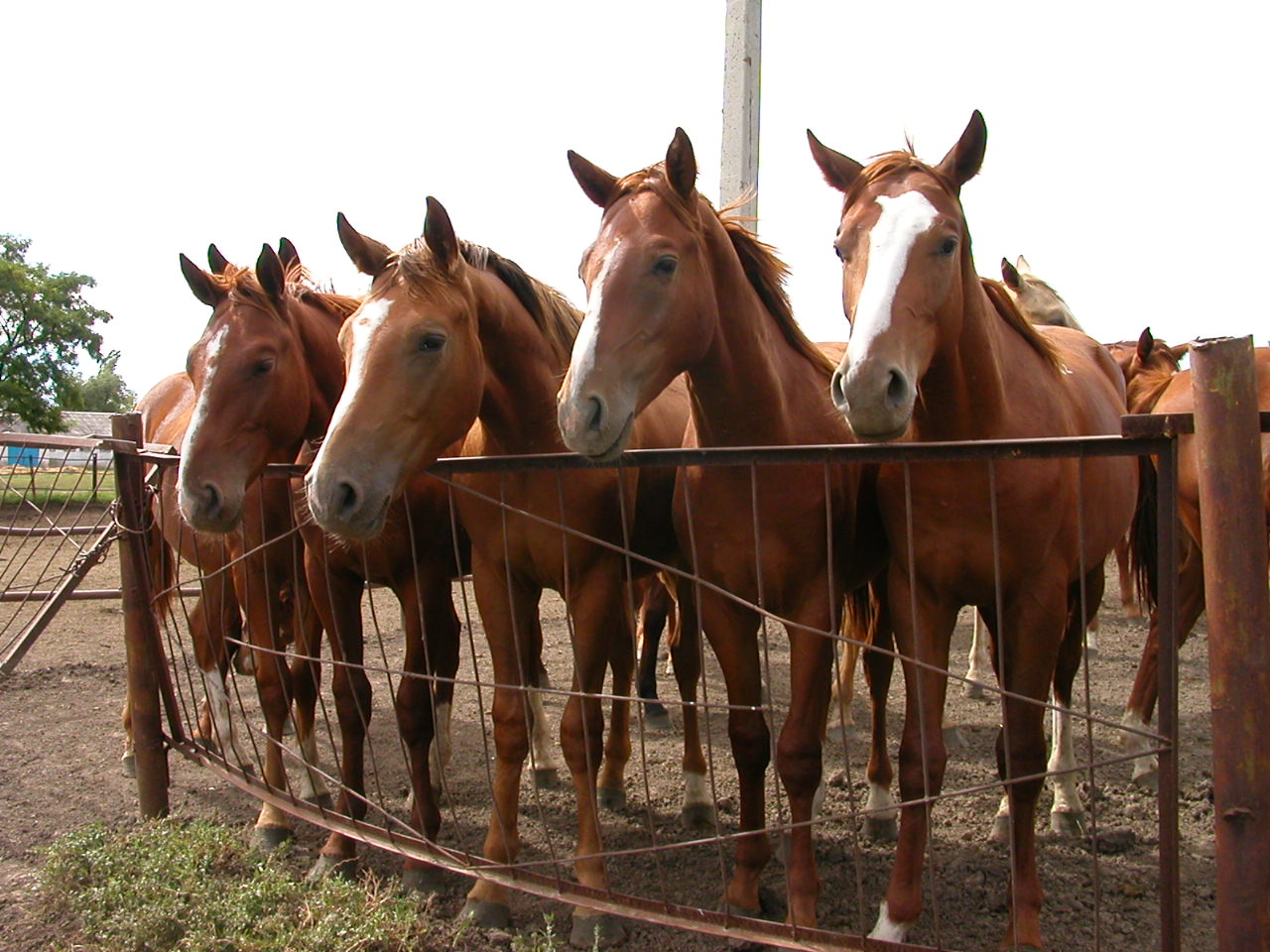
2-летние будённовские лошади

Особенность выращивания лошадей будённовской породы — крупногрупповой, или табунный метод содержания маток и молодняка. Это оказывает определённое влияние на отбор по темпераменту и характеру, причем в направлении, прямо противоположном распространенному мнению о непокорности и своенравии степных лошадей. Табуны пасутся на ограниченных пространствах, и своенравные, плохо управляемые кобылы очень мешают пастись всему табуну. Таких животных из табуна удаляют. В характере табунной кобылы очень ценится покладистость, терпеливость, контактность, отсутствие агрессивности и в то же время быстрота реакции, сообразительность.
Отъём жеребят от кобыл проходит одновременно и для тех, кто родился в феврале, и для тех, кто родился в мае. Он длится с конца сентября и, в зависимости от ряда условий (погода, упитанность кобыл, наличие пастбищ), до ноября. Перед отъёмом все жеребята таврятся холодным методом. Тавро накладывается с левой стороны в области холки: на нём указаны индивидуальный номер жеребёнка, год рождения и эмблема завода. В конном заводе им. Будённого эмблема ставится на левое бедро.
После отъёма формируются табуны из молодняка: жеребчики и кобылки отдельно. Наиболее ценный молодняк сразу после отъёма поступает в культгруппу. Название «культгруппа» сохранилось с тех времен, когда всё поголовье завода постоянно содержалось в табунах. Тогда в культгруппы обычно отбирались жеребчики — будущие производители. Теперь в культгруппу попадают лошади, которые в дальнейшем должны поступить в скаковые тренотделения или представляют особый интерес в племенном или спортивном отношении. Молодняк в культгруппе содержится в денниках попарно. Жеребята привыкают к человеку, их приучают к недоуздку, оповаживают, называют присвоенными кличками.
Традиционно лошади испытываются в гладких скачках (езда по ипподрому на предельной скорости, не менее 1 км.) на Ростовском ипподроме в возрасте 2-х, 3-х, 4-х и старше лет. Испытания в гладких скачках проходят не все лошади, как это принято в призовых породах, а специально отобранная часть — от 15 до 25 % от ставки. Этот вид испытаний позволяет культивировать в породе интерьерные качества, обеспечивающие способность организма выдерживать большие физиологические нагрузки.
В настоящее[когда?]  время среди производителей в конных заводах подавляющее большинство прошло скаковые испытания, проявив при этом высокую работоспособность. В маточном составе конных заводов ипподромные испытания прошло более 50 % кобыл.
В настоящее[когда?]  время все племенные будённовские лошади регулярно записываются в государственную племенную книгу, очередные тома которой выходят регулярно с интервалом в один год. Принадлежность лошади к будённовской породе подтверждается паспортом, который выдается ВНИИК. Ежегодно сотрудниками отдела селекции ВНИИК проводится и публикуется оценка жеребцов-производителей, использующихся в работе с рождения будённовской породой лошадей, по качеству потомства.

## Использование
В настоящее время[когда?] будённовские лошади — спортивная порода. Благодаря своей универсальности, её можно встретить в различных дисциплинах. По количеству среди спортивных лошадей порода занимает третье место
Лошади используются большим спросом у отечественных[где?] и зарубежных[где?] покупателей и спортсменов, их с успехом реализуют на экспорт, где используют для прогулок и спорта.